# Henri de Villars (archevêque de Vienne)
Henri de Villars, né vers 1621 à Rome et mort le 27 décembre 1693, est un prélat français du XVIIe siècle.
Il est l'un des cinq des archevêques de Vienne, sous le nom de Henri Ier, issus de la famille de Villars (Lyonnais, Forez).

## Biographie

### Origines
Henri de Villars naît vers 1621, à Rome. Il est fils de Claude de Villars, baron de La Chapelle et Maclas et Gentilhomme de la Chambre, et de Charlotte de Louet de Nogaret-Calvisson. Il est le frère de l'écrivain et diplomate Pierre de Villars et le neveu de l'archevêque Pierre VII de Villars,.

### Carrière
Henri de Villars est chanoine et capiscopal de l'Église de Vienne.
En 1650, il est député de la province ecclésiastique de Vienne à l'assemblée générale du clergé et est nommé en 1651 agent général du clergé de France à la suite du décès en exercice de Théophile du Chemin de Lauraet.
Le 30 août 1655, il est nommé évêque titulaire de « Philippopolis-en-Arabie (de) » et coadjuteur de l'archevêque Pierre III de Villars et lui succède le 25 mai 1662. Il prend possession du siège le 27 juin.
Il établit un séminaire à Vienne, en 1676, dont il confie la direction aux prêtres de la société de l'oratoire de Jésus, et réforme le bréviaire de son diocèse.
Henri de Villars meurt, le 27 décembre 1693